# 黃秀芳
黃秀芳（1971年11月10日—），中華民國政治人物，彰化縣線西鄉人，現任彰化縣第二選舉區立法委員、關懷廣播電台台長、臺灣關懷婦女協會理事長，曾任彰化縣議會議員。

## 生平
出生於彰化縣線西鄉海邊農村家庭，自小與媽媽一起縫雨傘布、去海邊抓赤嘴變賣維生。黃秀芳於鹿港高中畢業後，考上靜宜大學外文系，在大學畢業後到製鞋大廠擔任業務助理，一年後辭職加入省議員周清玉服務處擔任助理，開啟從政之路。
2004年，周清玉因競選立委連任失利，打算結束經營近20年的服務處。由於周清玉的支持者覺得不捨，因此黃秀芳在翌年接棒參選縣議員並當選，2009年順利連任。2012年，首度被民進黨徵召挑戰立委林滄敏，最終未能當選。2014年，連任縣議員。2016年，黃秀芳與林滄敏二度對決並成功當選立委，2020年、2024年順利達成三連任。
2022年7月6日，受民進黨中執會徵召參選第十九屆彰化縣長選舉，最終敗於國民黨現任縣長王惠美。

## 立法委員時期

### 第九屆立法委員
勞基法修法
- 2016年11月，立法院社會福利及衛生環境委員會逐條審查《勞基法》有關一例一休修法草案[7]，進行具名表決。與同黨立委吳玉琴、陳曼麗、劉建國、鍾孔炤、林靜儀、吳焜裕投票支持政院版；國民黨王育敏、蔣萬安、陳宜民與時代力量立委洪慈庸反對；國民黨立委李彥秀、民進黨立委林淑芬、楊曜不在場，以7票對4票通過勞基法修法[8]。

## 成立國會打詐連線
2024年3月13日，因應近年來詐騙手法推陳出新，許多民眾深受其害。民進黨立委陳俊宇、陳亭妃、吳琪銘、李坤城、林岱樺、陳秀寳、黃秀芳等人，在立法院舉行「打詐全方位，保護零死角」國會打詐連線成立記者會，宣布組成連線，訴求訂立打詐專法「詐欺犯罪防治條例」，以完善犯罪預防、金融管理、電信管理、網路管理、刑事司法，強化防堵詐騙機制，保障人民權益。
國會打詐連線中，立委陳亭妃表達連線的主要訴求，現行的法規無法應對新型態層出不窮的詐騙手法與犯罪，應該訂立專法防制詐騙。
而立委陳秀寳則呼籲，各大網路社群平台應履行企業社會責任，與政府建立密切合作管道，並定期檢討相關防詐機制成效。而立委李坤城則主張自己將提案，主張犯罪首謀應加重刑責，將詐騙視為組織犯罪，應提高對犯罪首謀的刑責。
立委吳琪銘則表示，台灣詐欺案件在進入司法程序後，最後宣告刑往往有相較於法定刑偏輕的狀況，妥適的量刑標準也是法官依法審判的靠山，法務部應針對量刑的部分訂立完善的標準，若在法定刑罰不足的部分也能儘速檢討修正。
立委黃秀芳則代表連線提出基層執法單位的需求，認為面對先進的詐騙，必須要有先進的執法工具和授權，同時兼顧對人權的保障。例如推動科技偵查執法的制度，讓「M化車」等科技偵查措施合理合法使用，成為執法防堵詐騙的有效手段。
最後，立委陳俊宇表示，他建議修法提高電信業者的違規成本，針對未落實查核者加重罰鍰。因為電信業者本身就應該肩負起其社會責任，落實用戶查核，以免詐騙集團一再利用人頭戶申辦門號、辦假帳號進行詐欺。

## 選舉紀錄
| 年度 | 選舉屆數               | 選舉區           | 所屬政黨   | 得票數  | 得票率 | 當選標記 | 備註 |
| ---- | ---------------------- | ---------------- | ---------- | ------- | ------ | -------- | ---- |
| 2005 | 第十六屆彰化縣議員選舉 | 彰化縣第一選舉區 | 民主進步黨 | 7,120   | 4.71%  |          |      |
| 2009 | 第十七屆彰化縣議員選舉 | 彰化縣第一選舉區 | 民主進步黨 | 12,732  | 8.61%  |          |      |
| 2012 | 第八屆立法委員選舉     | 彰化縣第二選舉區 | 民主進步黨 | 77,158  | 44.53% |          |      |
| 2014 | 第十八屆彰化縣議員選舉 | 彰化縣第一選舉區 | 民主進步黨 | 15,592  | 9.48%  |          |      |
| 2016 | 第九屆立法委員選舉     | 彰化縣第二選舉區 | 民主進步黨 | 73,227  | 45.07% |          |      |
| 2020 | 第十屆立法委員選舉     | 彰化縣第二選舉區 | 民主進步黨 | 83,013  | 45.11% |          |      |
| 2022 | 第十九屆彰化縣縣長選舉 | 彰化縣           | 民主進步黨 | 272,817 | 41.94% |          |      |
| 2024 | 第十一屆立法委員選舉   | 彰化縣第二選舉區 | 民主進步黨 | 90,688  | 52.70% |          |      |

## 外部連結
- 黃秀芳的Facebook專頁
- 黃秀芳的Instagram帳戶
- YouTube上的新立委－黃秀芳 用心聽。認真做頻道
- 黃秀芳 網站 （页面存档备份，存于）